# Голова медведя
«Голова медведя» — небольшой рисунок Леонардо да Винчи, размером 7 × 7 см, созданный в начале 1480-х годов.
Рисунок, возможно, был частью большего листа, откуда впоследствии был вырезан. Считается, что он мог служить наброском для горностая на знаменитой картине «Дама с горностаем». Провенанс прослеживается начиная с британского художника Томаса Лоуренса. После его смерти в 1830 году рисунок был продан на аукционе Christie's за 3,5 доллара. С 2008 года по 2021 год входил в состав частной «Лейденской коллекции» Томаса Каплана. В 2021 году продан владельцем снова на аукционе Christie’s уже за 12,2 млн долларов, что сделало этот набросок самым дорогим рисунком да Винчи.

## Описание
Рисунок выполнен на куске бледно-розовой бумаги 7 × 7 см серебряным карандашом. На нём крупным планом изображена голова медведя. В верхней части наброска Леонардо сделал гораздо меньше линий, чем в нижней, из-за чего визуально кажется, что свет падает на макушку зверя, отбрасывая тень на мохнатую нижнюю часть морды. Лёгкие контуры головы также заметно контрастируют с плотными штрихами, создающими тени под глазами медведя. Искусствовед Алекс Дж. Маккарти отмечает: «При помощи разнообразных линий и беглых штрихов художник создал ощущение, будто существо живое».
В левом нижнем углу имеется подпись Leonard de Vinci (первые две буквы имени утрачены). Это одна из немногих подписанных работ мастера и одна из восьми, находящихся в частных коллекциях. Примерная дата создания — начало 1480-х годов, предположительно до переезда художника из Флоренции в Милан около 1482 года.
Летиция Массон (англ. Laetitia Masson) — специалист по рисункам старых мастеров аукционного дома Christie’s — считает, что, судя по размеру, рисунок был частью большего листа с другими набросками мастера, откуда он, вероятно, был вырезан.
Искусствоведы связывают «Голову медведя» ещё с тремя рисунками животных (кошки и собаки, этюдами собачьих лап и шагающего медведя), вероятно, сделанных с натуры. То, что да Винчи мог рисовать медведя с натуры говорит его хорошее знание анатомии животного, так в «Атлантическом кодексе» он пишет: «Я расскажу о лапах каждого животного, чтобы показать, в чём они различны; так, у медведя пальцы на задних лапах соединяются у плюсны».

Наиболее очевидное сходство «Голова медведя» имеет с эскизами собачьих лап, находящихся в Национальной галерее Шотландии и с шагающим медведем из музея Метрополитен (см. иллюстрации). Считается, что все они входили в один или несколько альбомов для зарисовок художника, которые Леонардо впоследствии использовал для работы над полноценными картинами. Однако в настоящий момент картина, на которой мастер нарисовал медведя, неизвестна. Существует версия, что этот рисунок служил наброском горностая для картины «Дама с горностаем». Да Винчи, никогда не видевший горностая, для его написания мог слегка удлинить голову медведя.

Рисунки Леонардо да Винчи, вероятно, из того же альбома, что и «Голова медведя»
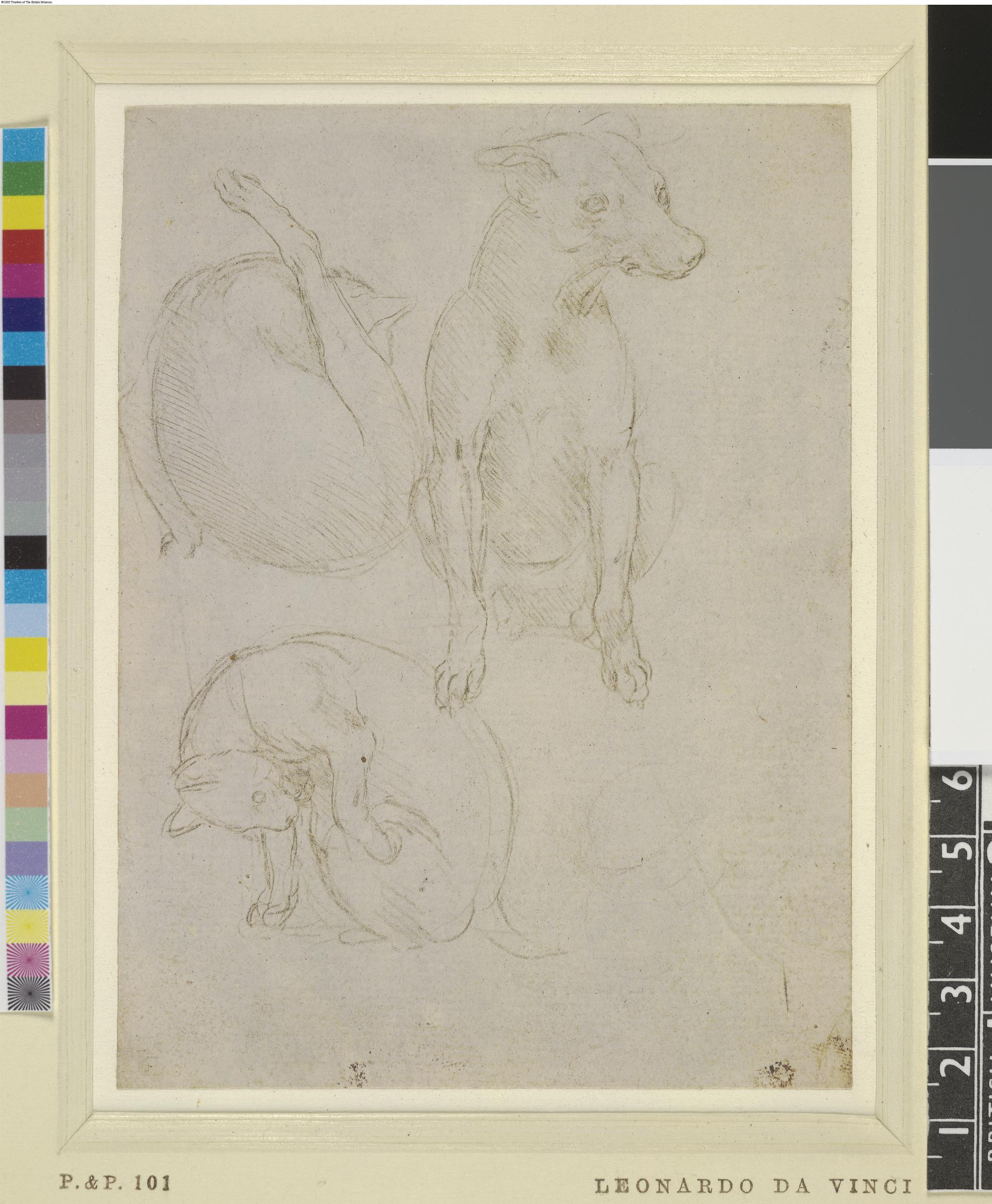
Леонардо да Винчи. Два этюда кошки и один собаки. Бумага, серебряное перо. 13,7 × 10,3 см. Британский музей. Инв. 1895,0915,477
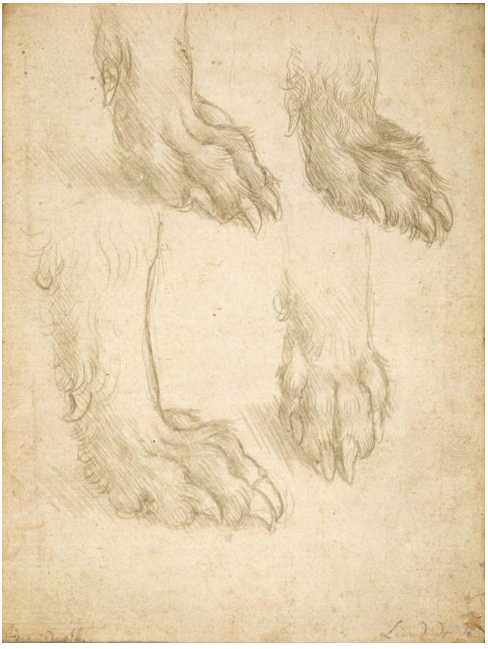
Леонардо да Винчи. Этюды собачьих лап. Бумага, серебряное перо. 14,1 × 10,7 см. Национальная галерея Шотландии, Эдинбург. Инв. D5189
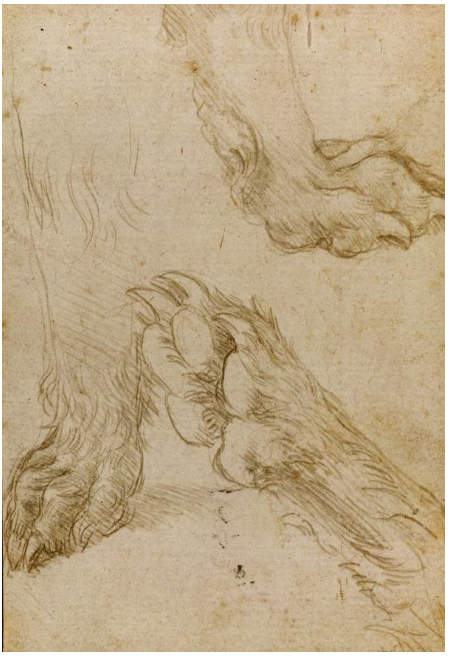
Леонардо да Винчи. Этюды собачьих лап (оборот). Бумага, серебряное перо. 14,1 × 10,7 см. Национальная галерея Шотландии, Эдинбург. Инв. D5189
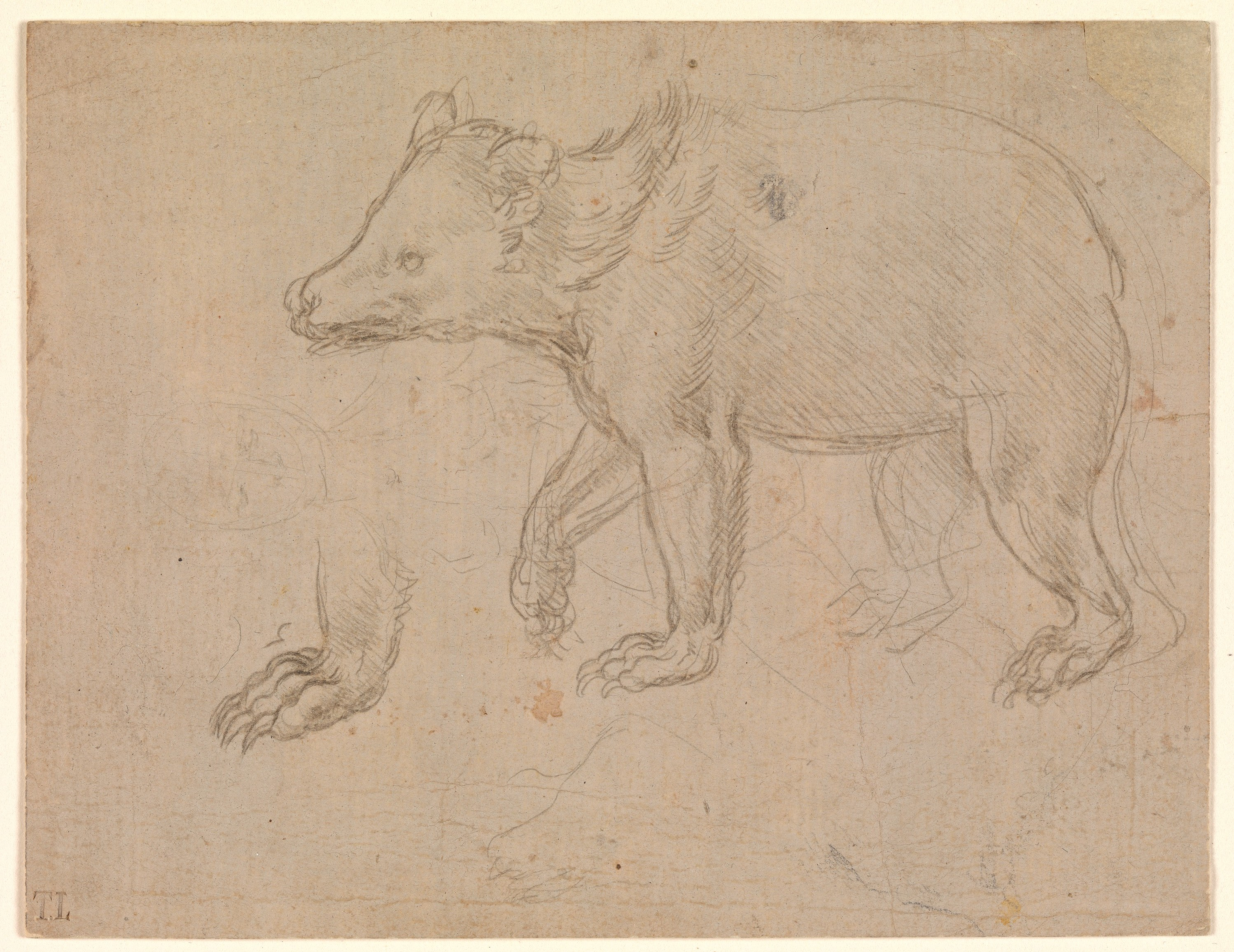
Леонардо да Винчи. Шагающий медведь. Бумага, серебряное перо. 10,3 × 13,4 см. Музей Метрополитен, Нью-Йорк. Инв. 1975.1.369

## Происхождение

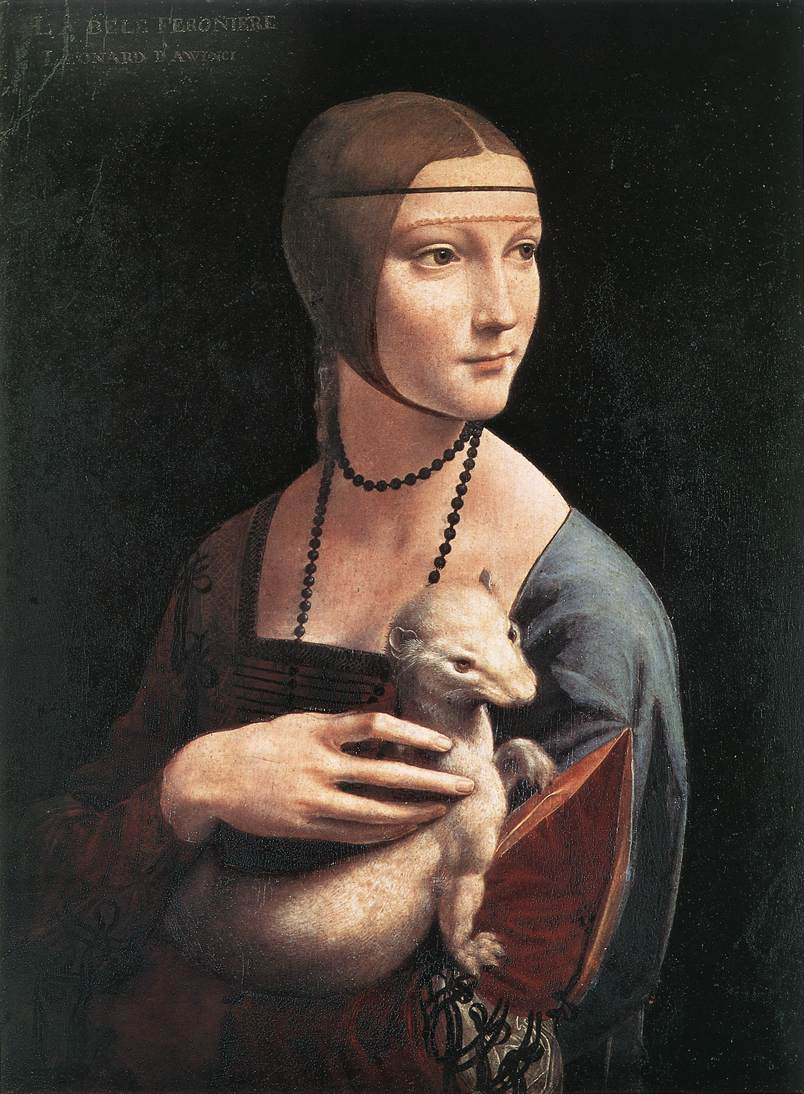
Леонардо да Винчи. Дама с горностаем. 1489—1490. Дерево, масло. 54 × 40 см. Национальный музей, Краков. Инв. MNK XII-209

Провенанс рисунка можно проследить до британского художника Томаса Лоуренса. После его смерти в 1830 году работа была передана дилеру Сэмюэлю Вудбёрну. В 1860 году он продал её через аукционный дом Christie’s Чамберсу за 2,5 фунта стерлингов (3,5 доллара). В 1936 году приобретён капитаном Норманом Колвиллом. После смерти Колвилла в 1974 году работа входила в собрание фонда The N. R. Colville Will Trust (галерея Johnny van Haeften Ltd., Лондон), где оставалась до 2008 года.

Впервые на публике «Голова медведя» была выставлена в Лондоне в Burlington Fine Arts Club в 1937 году. Спустя год искусствовед Бернард Беренсон включил эту работу в обновлённую версию своей книги «Рисунки флорентийских художников». С тех пор работа да Винчи была представлена на многих крупных выставках: Милан, Палаццо дель Арте (1939 год), Лондон, Королевская академия, выставка к 500-летию со дня рождения да Винчи (1952 год), Ноттингем, Городская картинная галерея (1983 год), Лондон, Галерея Хейворда (1989 год), Лондон, Национальная галерея (2011—2012). На последней выставке, называвшейся «Леонардо да Винчи: художник при миланском дворе», рядом с рисунком была представлена картина «Дама с горностаем» (см. иллюстрацию), для изображения которого, как отмечалось выше, художник мог использовать «Голову медведя».

Сравнение головы горностая с головой медведя
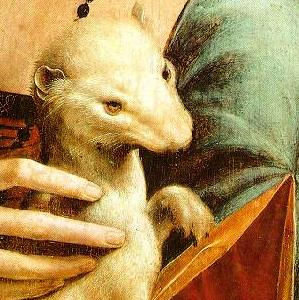
Леонардо да Винчи. Дама с горностаем (фрагмент)
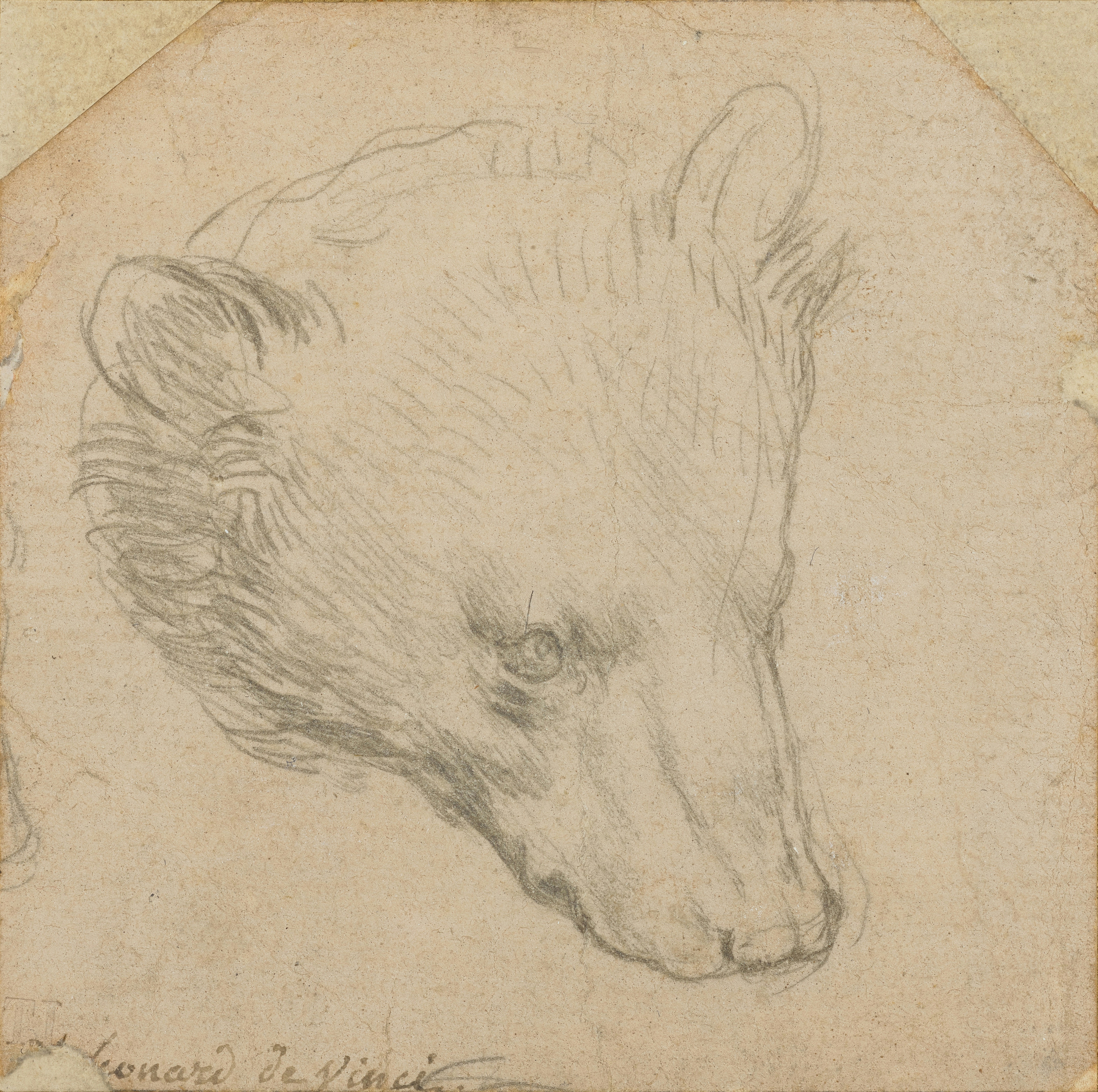
Леонардо да Винчи. Голова медведя

## Лейденская коллекция

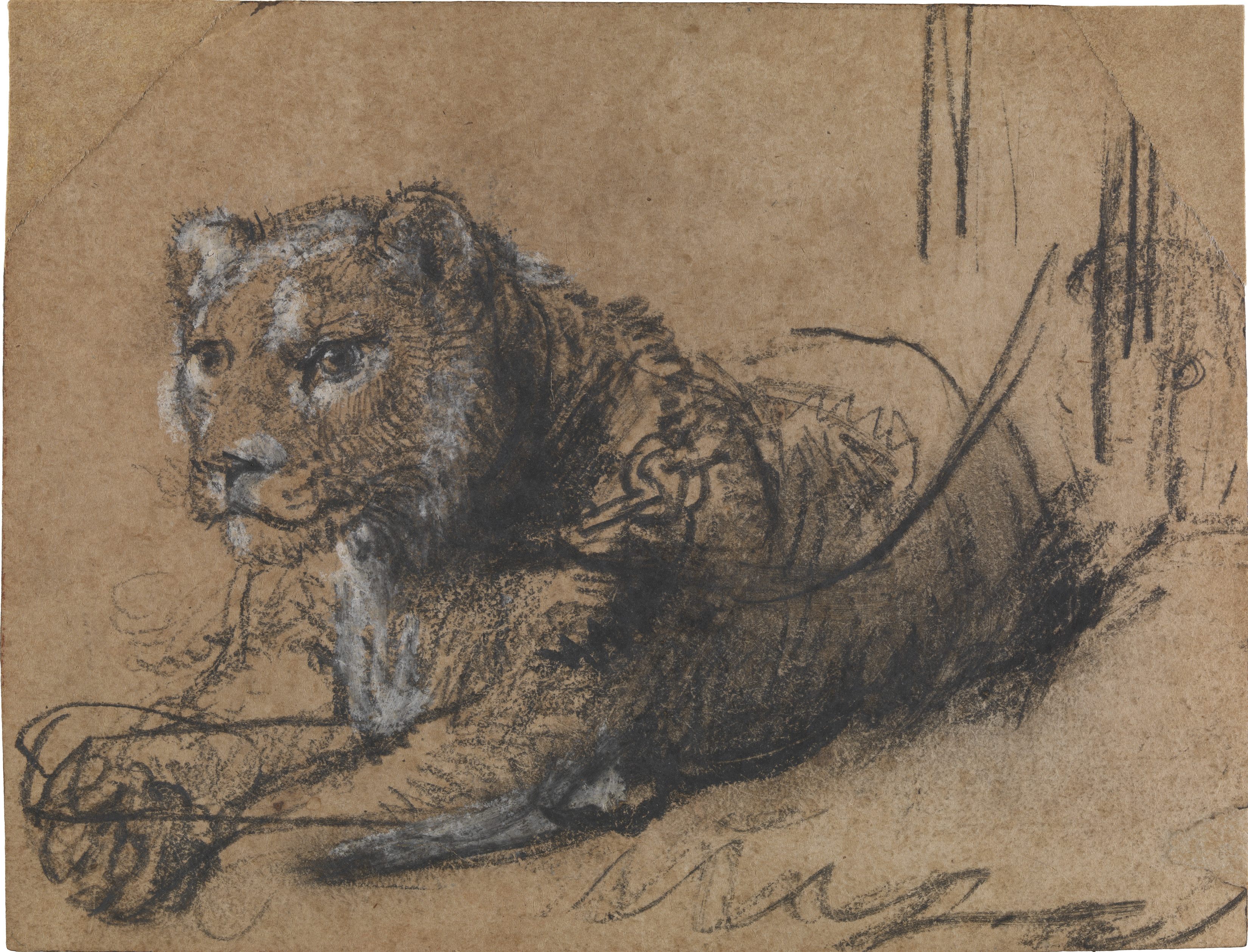
Рембрандт ван Рейн. «Отдых молодого льва». Около 1638—1642 г. Бумага, чёрный и белый мел. 11,5 × 15 см. Лейденская коллекция

В 2008 году рисунок приобрёл американский инвестор Томас Каплан для своей частной «Лейденской коллекции». Коллекция состоит только из голландской живописи (реже графики) XVII века, и рисунок да Винчи стал в ней единственным исключением. Сам Каплан пояснял, что «Голова медведя» интересно перекликалась с рисунком Рембрандта «Отдых молодого льва» (см. иллюстрацию), став ценным дополнением коллекции. Во время выставок рисунки да Винчи и Рембрандта располагались рядом. В 2018 году «Голова медведя» выставлялась в Москве в ГМИИ им. А. С. Пушкина и в Санкт-Петербурге в Государственном Эрмитаже в рамках экспозиции «Эпоха Рембрандта и Вермеера. Шедевры Лейденской коллекции». Московскую выставку посетили свыше 275 тысяч человек (она стала рекордной по посещаемости музея за последние пять лет), а в Эрмитаже — более 1,15 млн человек.
В 2017—2019 годах выставки Лейденской коллекции состоялись также в Лувре, Национальном музее Китая в Пекине, Музее Лонг[en] в Шанхае и в Лувре в Абу-Даби.

## Продажа
В июле 2021 года рисунок был продан на аукционе Christie’s за рекордную стоимость в 8,86 млн фунтов стерлингов (12,2 млн долларов США), что сделало этот набросок самым дорогим рисунком да Винчи. Предыдущий рекорд стоимости рисунка Леонардо да Винчи был поставлен в 2001 году на этом же аукционе. Тогда работа «Лошадь и всадник» была продана за 8,1 млн фунтов (11,5 млн долларов США).
Специалист по торговле старыми мастерами Жан-Люк Барони (англ. Jean-Luc Baroni) назвал итоговую стоимость продажи абсурдной. Он добавил, что если бы его попросили оценить рисунок, он оценил бы его примерно в 2 миллиона долларов. «Вы покупаете имя. Это не имеет ничего общего с любовью к рисункам. Ну, хорошо, это Леонардо, но он такой крошечный. Это — почтовая марка», — отметил Барони. С ним не согласен другой специалист по торговле старыми мастерами Стивен Онгпин (англ. Stephen Ongpin). Онгпин считает, что изначальная оценка Christie’s (первоначальная оценка аукционного дома составила 11—16,5 млн долларов) была правильной, так как учитывала рекордную цену за рисунок Леонардо «Лошадь и всадник», установленную 20 лет назад.
На текущий момент имя покупателя неизвестно, но Стивен Онгпин отмечает, что есть только один-два частных коллекционера и один-два музея, способных приобрести рисунок за такую цену.